# David Courtin
David Courtin, né le 30 mai 1973, est un auteur-compositeur-interprète français.

## Biographie
David Courtin commence sa carrière musicale en 1996 et fonde le groupe Les Matchboxx avec Claire Deligny et Benoît Bonté. Après plusieurs concerts et la publication de l'album Une carrière en plomb, le trio se sépare en 2003. 
Depuis, David Courtin se produit régulièrement sur scène en solo, et sort plusieurs EP avant de publier son premier album Volupté des accointances en 2016,,. Ce dernier est le fruit d'une collaboration avec le DJ français Tepr. Sur ce disque se trouve Nous deux, un duo avec la chanteuse Izïa Higelin.
Parallèlement à son parcours musical, il est aussi l'auteur en 2012 de deux livres culinaires inspirés par la culture gay : Ma cuisine homosexuelle, avec la collaboration de Jérémy Patinier,,, et Ma cuisine lesbienne, coécrit avec Océanerosemarie,.
En novembre 2016, David Courtin est membre du jury courts métrages pour le festival international du film lesbien, gay, bi, trans, queer Chéries-Chéris à Paris. Il est aussi l'auteur de la chanson officielle de ce festival pour l'édition 2016.
L'année 2023 marque son retour discographique avec la sortie de l'album Tout est vrai pour lequel de nouvelles collaborations ont vu le jour. Le titre Calimucho est interprété en duo avec la chanteuse et actrice Calypso Valois. Le chanteur Néry Catineau (ex membre de Les VRP), quant à lui, prête sa voix sur la chanson Malheureux malheur.

## Discographie

### Albums
- 2016 : Volupté des accointances
- 2017 : Volupté des accointances (Deluxe Edition)
- 2023 : Tout est vrai

### Singles et EPs
- 2006 : Célibataire (EP)
- 2008 : Bombasse (EP)
- 2009 : I'm So Excited
- 2010 : Dirty Sexy Bastard
- 2010 : Sorry
- 2014 : L'hymne à l'amour
- 2015 : Besoin d'amour
- 2018 : Nous deux feat. Izïa Higelin (édité en vinyle pour le Disquaire Day[18])
- 2023 : Calimucho feat. Calypso Valois

### Compilation
- 2015 : C'est commercial (La collection des EP 2006-2010)